# Mamuju
Mamuju is een plaats in Indonesië. Het is gelegen op het eiland Sulawesi en is de hoofdstad van de provincie West-Sulawesi. Mamuju telt 15.000 inwoners.